# Sandersellus ornatus
Sandersellus ornatus är en insektsart som beskrevs av Nielson 1975. Sandersellus ornatus ingår i släktet Sandersellus och familjen dvärgstritar. Inga underarter finns listade i Catalogue of Life.